# شرکت شیمیایی پارس پامچال
شرکت رنگ پارس پامچال، یک شرکت سهامی عام در زمینه تولید رنگ، پوشش‌های صنعتی و مواد اولیه شیمیایی می‌باشد. این شرکت هم‌اکنون تحت لیسانس شرکت رنگ ترانس اوشن هلند فعالیت می‌کند. این شرکت در بازار بورس تهران دارای نماد می‌باشد.
این شرکت همچنین عضو حقوقی انجمن‌های خوردگی و سندیکای تولیدکنندگان رنگ ور رزین ایران است.

## تاریخچه
شرکت صنایع شیمیایی پارس در سال ۱۳۴۸ با تلاش آقای منوچهر هوشمند به صورت سهامی عام در شهر صنعتی البرز قزوین تأسیس شد. پارس در سال ۱۳۴۹ تولید رنگ‌های روغنی و پلاستیک خود را آغاز کرد. در اوای ل دهه ۵۰ بخشی از سهام شرکت به شرکت سادولین دانمارک فروخته شد و شرکت به نام پارس سادولین تغییر نام داد. در ابتدای فعالیت، محصول تجاری با نام یونیکو و با همکاری شرکت سادولین تولید شد. سپس شرکت واحد تولید رزین را به صورت واحدی جداگانه از واحد رنگ راه اندازی می‌کند، که علاوه بر تأمین نیاز داخلی، به عنوان ماده اولیه به دیگر شرکت‌های متقاضی نیز فروخته شد.
دانش فنی مربوط به رزین توسط شرکت اشلند رزین آمریکا و در سال ۱۳۵۱ به این شرکت فروخته شد. همچنین این شرکت در اوایل دهه پنجاه خورشیدی با کسب دانش فنی تولید رنگ دریایی و پیوستن به انجمن بین‌المللی ترانس اوشن، شروع به تولید این نوع از پوشش‌های تخصصی کرد. پارس سادولین پس از انقلاب سال ۱۳۵۷ ایران و با تغییر مالکیت آن به نام پارس پامچال تغییر نام داد و همکنون نیز با همین نام فعالیت می‌کند.
این شرکت هم‌اکنون به‌طور سالیانه پانزده هزار تن انواع رنگ‌های تخصصی دریایی، حفاظتی و صنعتی و معادل ده هزار تن رنگ‌های مصرفی در صنعت ساختمان و نیز ده هزار تن انواع رزین‌های آلکیدی، خشک کن‌ها، هاردنر و رزین تخصصی بر پایه اپوکسی در حال فعالیت است.

## شرکت‌های تابعه
- شرکت شیمیایی رنگ آور

این شرکت که در اواخر دهه ۶۰ و با نام تجاری شیمی لاک تأسیس شد، به تولید رنگ‌های صنعتی و ساختمانی می‌پردازد.
- شرکت کوشان اتصال

این شرکت در سال ۱۳۶۴ با هدف تولید انواع اتصالات پلی پروپیلن مورد نیاز در مصارف آبیاری و آبرسانی صنعتی، کشاورزی و شهری تأسیس شد. کارخانه تولیدی این شرکت در شهرک صنعتی مبارکه اصفهان واقع است.
- نمایندگی استان هرمزگان

فروش و توزیع رنگ های دریایی ، صنعتی و ساختمانی شرکت شیمیایی پارس پامچال در استان هرمزگان به طور انحصاری از طریق دفتر بندرعباس با مدیریت آقای غلامعلی قنبری صورت می پذیرد . 

## اطلاعات بازار و سهام شرکت
شرکت پارس پامچال با نام رسمی شیمیایی پارس پامچال (شپمچا) در سال ۱۳۶۸ در بورس اوراق بهادار تهران پذیرفته شد. سرمایه اولیه شرکت در زمان تأسیس مبلغ ۲۰ میلیون ریال (شامل تعداد ۲۰٫۰۰۰ سهم، به ارزش اسمی هر سهم ۱٫۰۰۰ ریال) بود. این سرمایه که طی چند مرحله به مبلغ ۲۴٫۵۰۰ میلیون ریال (شامل تعداد ۲۴٫۵۰۰٫۰۰۰ سهم به ارزش اسمی هر سهم ۱٫۰۰۰ ریال) در پایان سال مالی منتهی به ۱۳۹۱/۱۲/۳۰ افزایش یافته‌است. این شرکت در سال ۱۳۹۱ به عنوان موفق‌ترین تولیدکننده رنگ و رزین سال معرفی شد.